# Municipio de Baytown
El municipio de Baytown (en inglés: Baytown Township) es un municipio ubicado en el condado de Washington en el estado estadounidense de Minnesota. En el año 2010 tenía una población de 1723 habitantes y una densidad poblacional de 69,39 personas por km².

## Geografía
El municipio de Baytown se encuentra ubicado en las coordenadas 45°0′44″N 92°48′48″O / 45.01222, -92.81333. Según la Oficina del Censo de los Estados Unidos, el municipio tiene una superficie total de 24.83 km², de la cual 20,82 km² corresponden a tierra firme y (16,15 %) 4,01 km² es agua.

## Demografía
Según el censo de 2010, había 1723 personas residiendo en el municipio de Baytown. La densidad de población era de 69,39 hab./km². De los 1723 habitantes, el municipio de Baytown estaba compuesto por el 97,5 % blancos, el 0,52 % eran afroamericanos, el 0,29 % eran amerindios, el 1,1 % eran asiáticos, el 0,23 % eran de otras razas y el 0,35 % eran de una mezcla de razas. Del total de la población el 1,22 % eran hispanos o latinos de cualquier raza.